# Budelli
Budelli je otok u otočju Maddalena, u blizini prolaza Bonifacio u sjevernoj Sardiniji, Italija. To je jedan od sedam otoka koji čine nacionalni park otočje Maddalena. Na otoku se nalazi plaža Spiaggia rosa, poznata po pijesku, koja je ružičaste boje zbog prisutnosti fragmenata školjki protozoe, Miniacina miniacea.

## Geografija
Budelli je nekoliko stotina metara južno od otoka Razzoli i Santa Maria. Ima površinu od 1.6 km2 i opseg od 12.3 km. Najviša točka je Monte Budello, na 87 m/nm.

## Povijest
U antici su Rimljani koristili otok. U novije vrijeme to je bilo mjesto snimanja dijela filma Red Desert, objavljenog 1964. godine. Desetljećima je otok imao niz privatnih vlasnika.
Budelli je posebno poznat po svojoj Spiaggia Rosa (Ružičasta plaža), na jugoistočnoj obali, koja svoju boju duguje mikroskopskim fragmentima koralja i testovima, ili školjkama, iz Miriapora truncata i Miniacina miniacea, a prikazana je u Antonioniju iz filma Il deserto rosso (Crvena pustinja) iz 1964. Budelli je bio jedan od četiri nenaseljena otoka u otočju Maddalena - ostali su Caprera, Spargi i Razzoli. No, od 1989. do 2021. godine otok je imao stalnog čuvara Maura Morandija koji je dužnost preuzeo od bračnog para.
Pravila koja je 1990-ih nametnula NP La Maddalena nisu dopuštala turistima da šetaju ružičastom plažom ili da se kupaju u moru; međutim, dnevni izleti brodom, kao i šetnja stazom iza plaže, bili su dopušteni.
U listopadu 2013. otok je trebao biti prodan za 2,94 milijuna eura novozelandskom poduzetniku Michaelu Harteu nakon bankrota prethodnog vlasnika. Harte je namjeravao zaštititi otočni ekosustav. Vlada je prosvjedovala, a nakon tri godine sudske bitke, sudac na Sardiniji vratio je otok državi, a nacionalni park se planirao koristiti za obrazovanje o okolišu.

### Stanovnici
Jedini bivši stanar otoka, Mauro Morandi (1939. – 2025.), ondje je živio od 1989. do iseljenja u travnju 2021. Kako bi objasnio zašto mu se ne može dopustiti da živi na otoku na neodređeno vrijeme, predsjednik parka rekao je 2016.: 
Morandi je umro od krvarenja u mozgu 3. siječnja 2025. u 85. godini života

## Vanjske poveznice
|  | Zajednički poslužitelj ima još gradiva o temi Budelli |